# Віталійс Ягодінскіс
Віта́лійс Ягоді́нскіс (латис. Vitālijs Jagodinskis, 28 лютого 1992, Рига, Латвія) — латвійський футболіст, захисник клубу РФШ. Грав за збірну Латвії.

## Біографія
Розпочав займатись футболом в клубі «Даугава» (Рига). У вищій лізі чемпіонату Латвії дебютував 1 серпня 2009 року у складі «Даугави» в матчі з «Блазмою» (0:3). Ця гра стала для Ягодінскіса єдиною за рижан.
Незабаром він перейшов до клубу «Юрмала-VV», у якому став основним гравцем. У чемпіонаті Латвії Віталійс провів за цю команду 51 матч, а в сезоні 2011 року (8-е місце у Вищій латвійській лізі) зіграв у 26-ти із 32 матчів чемпіонату.
У січні 2012 року Віталійс приїхав у київське «Динамо» на перегляд. У складі молодіжної команди «біло-синіх» він взяв участь у Меморіалі Макарова, разом із якою вийшов у півфінал змагань, після чого підписав контракт із клубом.
17 березня 2012 року 20-річний латвієць дебютував за молодіжний склад «Динамо», вийшовши на заміну замість Янко Симовича в домашній грі проти однолітків із «Дніпра», що завершилася внічию 1:1. Усього в тому сезоні латвієць зіграв у семи матчах за молодіжну команду.
Наступного сезону 2012/2013 Ягодінскіс став основним захисником молодіжки «Динамо», провівши 26 із 30 матчів і заробивши шість жовтих карток.
1 серпня 2014 року на орендних засадах перейшов до складу ужгородської «Говерли».
У жовтні 2016 року став гравцем угорського «Діошдьйора».
Згодом з 2017 по 2020 рік грав у складах команд «КСМ Політехніка», «Вентспілс», РФШ та «Валміера».
До складу клубу РФШ повернувся влітку 2020 року.

### Збірна
Ягодинскіс був капітаном молодіжної збірної Латвії. Узяв участь у всіх матчах відбіркового турніру до чемпіонату Європи 2013 року (U-21). З 2014 по 2019 рік грав за національну збірну Латвії.
| Дата       | Місто            | Господарі         | Результат | Гості             | Турнір                               | Голи | Примітки  |
| ---------- | ---------------- | ----------------- | --------- | ----------------- | ------------------------------------ | ---- | --------- |
| 5-3-2014   | Рига             | Латвія            | 2 – 0     | Вірменія          | товариський матч                     | -    | 46'       |
| 31-3-2015  | Львів            | Україна           | 1 – 1     | Латвія            | товариський матч                     | -    |           |
| 12-6-2015  | Рига             | Латвія            | 0 – 2     | Нідерланди        | Відбір до ЧЄ 2016                    | -    |           |
| 3-9-2015   | Конья            | Туреччина         | 1 – 1     | Латвія            | Відбір до ЧЄ 2016                    | -    |           |
| 13-11-2015 | Белфаст          | Північна Ірландія | 1 – 0     | Латвія            | товариський матч                     | -    |           |
| 25-3-2016  | Трнава           | Словаччина        | 0 – 0     | Латвія            | товариський матч                     | -    | 90'       |
| 29-3-2016  | Гібралтар        | Гібралтар         | 0 – 5     | Латвія            | товариський матч                     | -    | 76'       |
| 4-6-2016   | Таллінн          | Естонія           | 0 – 0     | Латвія            | Балтійський кубок                    | -    |           |
| 2-9-2016   | Рига             | Латвія            | 3 – 1     | Люксембург        | товариський матч                     | -    | 67'       |
| 6-9-2016   | Андорра-ла-Велья | Андорра           | 0 – 1     | Латвія            | Відбір до ЧС 2018                    | -    |           |
| 7-10-2016  | Рига             | Латвія            | 0 – 2     | Фарерські острови | Відбір до ЧС 2018                    | -    | 25'       |
| 10-10-2016 | Рига             | Латвія            | 0 – 2     | Угорщина          | Відбір до ЧС 2018                    | -    |           |
| 13-11-2016 | Фару             | Португалія        | 4 – 1     | Латвія            | Відбір до ЧС 2018                    | -    |           |
| 25-3-2017  | Женева           | Швейцарія         | 1 – 0     | Латвія            | Відбір до ЧС 2018                    | -    |           |
| 28-3-2017  | Тбілісі          | Грузія            | 5 – 0     | Латвія            | товариський матч                     | -    | 46'       |
| 9-6-2017   | Рига             | Латвія            | 0 – 3     | Португалія        | Відбір до ЧС 2018                    | -    |           |
| 12-6-2017  | Рига             | Латвія            | 1 – 2     | Естонія           | товариський матч                     | -    | 46'       |
| 3-2-2018   | Анталія          | Південна Корея    | 1 – 0     | Латвія            | товариський матч                     | -    |           |
| 22-3-2018  | Марбелья         | Фарерські острови | 1 – 1     | Латвія            | товариський матч                     | -    | 90+1'     |
| 25-3-2018  | Гібралтар        | Гібралтар         | 1 – 0     | Латвія            | товариський матч                     | -    |           |
| 2-6-2018   | Лієпая           | Латвія            | 1 – 0     | Естонія           | Балтійський кубок                    | -    |           |
| 5-6-2018   | Таллінн          | Латвія            | 1 – 1     | Литва             | Балтійський кубок                    | -    |           |
| 6-9-2018   | Рига             | Латвія            | 0 – 0     | Андорра           | Ліга націй УЄФА 2018-2019 - 1-й етап | -    | 84' 90+5' |
| 9-9-2018   | Тбілісі          | Грузія            | 1 – 0     | Латвія            | Ліга націй УЄФА 2018-2019 - 1-й етап | -    |           |
| 13-10-2018 | Рига             | Латвія            | 1 – 1     | Казахстан         | Ліга націй УЄФА 2018-2019 - 1-й етап | -    |           |
| 16-10-2018 | Рига             | Латвія            | 0 – 3     | Грузія            | Ліга націй УЄФА 2018-2019 - 1-й етап | -    |           |
| 15-11-2018 | Нур-Султан       | Казахстан         | 1 – 1     | Латвія            | Ліга націй УЄФА 2018-2019 - 1-й етап | -    |           |
| 19-11-2018 | Андорра-ла-Велья | Андорра           | 0 – 0     | Латвія            | Ліга націй УЄФА 2018-2019 - 1-й етап | -    |           |
| 10-6-2019  | Рига             | Латвія            | 0 – 5     | Словенія          | Відбір до ЧЄ 2020                    | -    | 16'       |
| 10-10-2019 | Рига             | Латвія            | 0 – 3     | Польща            | Відбір до ЧЄ 2020                    | -    |           |
| 15-10-2019 | Беер-Шева        | Ізраїль           | 3 – 1     | Латвія            | Відбір до ЧЄ 2020                    | -    |           |
| Усього     |                  | Матчів            | 31        |                   | Голів                                | 0    |           |

## Титули і досягнення
- Володар Кубка Латвії (2):

РФШ: 2019, 2021
- Чемпіон Латвії (2):

РФШ: 2021, 2023